# Virus (Haken)
Virus è il sesto album in studio del gruppo musicale britannico Haken, pubblicato il 24 luglio 2020 dalla Inside Out Music.
Il disco è stato l'ultimo realizzato con il tastierista Diego Tejeida, che ha lasciato la formazione il 22 novembre 2021.

## Descrizione
Si tratta di un concept album che narra le successive vicende del protagonista introdotto con il quinto album Vector, del quale Virus costituisce il seguito, focalizzandosi sulla sua ascesa al potere, alla tirannia e alla conclusiva decadenza. Come spiegato dal batterista Raymond Hearne, il protagonista dei due album è il cockroach king, introdotto sette anni prima con l'omonimo brano tratto dal terzo album The Mountain:
Musicalmente Virus mantiene le sonorità tipicamente progressive metal che hanno caratterizzato il precedente album, dando tuttavia spazio alla melodia e a passaggi più melodici (come nei brani The Strain e Canary Yellow), risultando complessivamente più dinamico. Tra i sette brani è presente anche la suite Messiah Complex, suddivisa in cinque atti e contenente riferimenti espliciti a Cockroach King (in special modo nel quarto atto The Sect), mentre la conclusiva Only Stars rappresenta invece un richiamo a Clear, traccia d'apertura di Vector. Alla realizzazione dei brani ha preso parte anche l'ex tastierista Pete Jones, che ha contribuito con elementi aggiuntivi in The Strain e Messiah Complex, oltre ad essere il produttore e unico esecutore di Only Stars.

## Promozione
Il 3 aprile 2020 gli Haken hanno presentato il primo singolo Prosthetic e annunciato l'album, inizialmente previsto per il successivo 5 giugno. Il 1º maggio è stato pubblicato il secondo singolo Canary Yellow, accompagnato dal relativo videoclip animato, mentre il 22 dello stesso mese è stata la volta del terzo singolo Invasion, uscito in concomitanza con l'annuncio della posticipazione dell'album al 19 giugno. Il 29 giugno il gruppo ha tenuto una diretta su Twitch nella quale hanno mostrato il processo di creazione di Invasion.
Il 5 giugno gli Haken hanno rivelato di aver posticipato nuovamente l'uscita di Virus al 10 luglio a causa di problemi logistici, data in seguito rinviata al 24 luglio a causa di ragioni sconosciute. Il 26 agosto dello stesso anno l'album è stato distribuito anche per il mercato giapponese con l'aggiunta di una versione acustica di Canary Yellow come bonus track.
Il 1º luglio 2021 il gruppo ha annunciato la tournée Invasion 2022 - Level 01: Europe, che avrebbe dovuto svolgersi in Europa tra il 4 e il 27 febbraio 2022 ma è stato successivamente posticipato a data da destinarsi a causa della pandemia di COVID-19. Nell'estate 2022 la tournée è stata rinominata in Island in Limbo Tour e volta a promuovere il successivo album Fauna.

## Tracce
Testi e musiche degli Haken.
1. Prosthetic – 5:58
2. Invasion – 6:42
3. Carousel – 10:29
4. The Strain – 5:23
5. Canary Yellow – 4:14
6. Messiah Complex – 16:58
7. Only Stars – 2:10

Traccia bonus nell'edizione giapponese
1. Canary Yellow (Acoustic Version) – 4:05

Instrumental Mixes – CD bonus nell'edizione limitata
1. Prosthetic (Instrumental Mix) – 5:58
2. Invasion (Instrumental Mix) – 6:42
3. Carousel (Instrumental Mix) – 10:29
4. The Strain (Instrumental Mix) – 5:23
5. Canary Yellow (Instrumental Mix) – 4:14
6. Messiah Complex (Instrumental Mix) – 16:58
7. Only Stars (Instrumental Mix) – 2:10

## Formazione
Hanno partecipato alle registrazioni, secondo le note di copertina:
Gruppo
- Ross Jennings – voce
- Richard Henshall – chitarra
- Charlie Griffiths – chitarra
- Conner Green – basso
- Diego Tejeida – tastiera
- Raymond Hearne – batteria

Altri musicisti
- Pete Rinaldi – chitarra acustica (tracce 1 e 6)
- Pete Jones aka Nested Shapes – programmazione della batteria (traccia 4), tastiera aggiuntiva (traccia 6), arrangiamento (traccia 7)
- Adam "Nolly" Getgood – assolo di basso (traccia 6)

Produzione
- Haken – produzione (eccetto traccia 7)
- Anthony Leung – ingegneria parti di batteria
- Adam "Nolly" Getgood – ingegneria parti di batteria, missaggio
- Diego Tejeida – produzione e ingegneria parti vocali
- Chris McKenzie – ingegneria del suono aggiuntiva parti vocali
- Sebastian Sendon – assistenza tecnica parti vocali
- Ermin Hamidovic – mastering
- Pete Jones aka Nested Shapes – produzione (traccia 7)

## Classifiche
| Classifica (2020)          | Posizione massima |
| -------------------------- | ----------------- |
| Austria                    | 25                |
| Belgio (Fiandre)           | 66                |
| Belgio (Vallonia)          | 48                |
| Finlandia                  | 12                |
| Francia                    | 142               |
| Germania                   | 12                |
| Italia                     | 63                |
| Paesi Bassi                | 30                |
| Regno Unito                | 91                |
| Regno Unito (progressive)  | 3                 |
| Regno Unito (rock & metal) | 2                 |
| Svizzera                   | 7                 |
| Ungheria                   | 33                |